# Fahn (Lindlar)
Die Ortschaft Fahn ist ein Ortsteil der Gemeinde Lindlar, Oberbergischen Kreis im Regierungsbezirk Köln in Nordrhein-Westfalen (Deutschland).

## Lage und Beschreibung
Fahn liegt im westlichen Lindlar an der Kreisstraße K24. Nachbarorte sind Oberbergscheid, Unterbergscheid, Müllemich, Bomerich und Ebbinghausen.

## Geschichte
1547 wurde der Ort das erste Mal und mehrfach in den Listen der bergischen Spann- und Schüppendienste urkundlich erwähnt. Schreibweise der Erstnennung: tzom Farn.
Der Name Fahn leitet sich von Farn ab. Der Hof wurde vermutlich im späten 14. oder frühen 15. Jahrhundert besiedelt. Im 17. und 18. Jahrhundert gehörte Fahn zur Honschaft Tüschen im Kirchspiel Hohkeppel.
Die Topographia Ducatus Montani des Erich Philipp Ploennies, Blatt Amt Steinbach, belegt, dass der Wohnplatz bereits 1715 vier Hofstellen besaß, die als Fahn beschriftet sind.
Der Ort ist auf der Topographischen Aufnahme der Rheinlande von 1817 als Fahn verzeichnet. Die Preußische Uraufnahme von 1845 zeigt den Wohnplatz ebenso unter dem Namen Fahn. Ab der Preußischen Neuaufnahme von 1892 ist der Ort auf Messtischblättern regelmäßig als Fahn verzeichnet.
1822 lebten 29 Menschen im als Hof kategorisierten Ort, der nach dem Zusammenbruch der napoleonischen Administration und deren Ablösung zur Gemeinde Hohkeppel der Bürgermeisterei Engelskirchen im Kreis Wipperfürth gehörte. Für das Jahr 1830 werden für den als Fahn bezeichneten Ort 31 Einwohner angegeben. Um 1840 hatte Fahn 31 Bewohner.
Der 1845 laut der Uebersicht des Regierungs-Bezirks Cöln als Hof kategorisierte Ort besaß zu dieser Zeit drei Wohngebäude mit 25 Einwohnern, alle katholischen Bekenntnisses. Die Gemeinde- und Gutbezirksstatistik der Rheinprovinz führt Fahn 1871 mit sieben Wohnhäusern und 38 Einwohnern auf.
Im Gemeindelexikon für die Provinz Rheinland von 1888 werden für Fahn drei Wohnhäuser mit 20 Einwohnern angegeben. 1895 besitzt der Ort fünf Wohnhäuser mit 28 Einwohnern, 1905 werden fünf Wohnhäuser und 35 Einwohner angegeben.
Aufgrund § 10 und § 14 des Köln-Gesetzes wurde 1975 die Gemeinde Hohkeppel aufgelöst und umfangreiche Teile in Lindlar eingemeindet. Darunter auch Fahn.

## Busverbindungen
Haltestellen Fahn:
- 401 Industriegebiet Klause – Lindlar – Waldbruch – Schmitzhöhe – Hommerich – Kürten Schulzentrum (KWS)
- 421 Lindlar – Immekeppel – Moitzfeld – Bensberg (RVK)